# Stryï (rivière)
Pour les articles homonymes, voir Stryï (homonymie).
La rivière Stryï (en ukrainien : Стрий) est un cours d'eau d'Ukraine et un affluent du Dniestr.

## Géographie
La Stryï prend sa source dans les Carpates, à l'ouest de l'Ukraine. Elle serpente à travers les montagnes sur 231 km avant de se jeter dans le Dniestr près de Khodoriv. La Stryï arrose la ville qui porte son nom, Stryï, ainsi que Tourka et Jydatchiv, dans l'oblast de Lviv. 

## Aménagements
La rivière est une destination populaire pour la pratique du canoë en raison de ses nombreux rapides dans son cours supérieur et de la beauté de son cours inférieur. La rivière est connue pour l'augmentation rapide et massive de son débit et de sa vitesse pendant les périodes de pluie, qui peuvent rendre les ponts infranchissables. Les routes et les voies ferrées, qui suivent généralement son cours dans cette zone montagneuse, sont ainsi inondées et impraticables.

## Histoire
Pendant la Première Guerre mondiale, une montée rapide des eaux de la Stryï obligea l'armée russe à arrêter une offensive, le 8 juillet 1917, alors qu'elle s'apprêtait à pousser les forces austro-hongroises hors de la région.

## Source
- Grande Encyclopédie soviétique